# Heriu-renpet
Heriu-renpet bezeichnete im ägyptischen Kalender bestimmte Zusatztage, die Epagomenen. In den Anfängen des Alten Reiches ist für die fünf Epagomenen noch keine Zuordnung zu bestimmten ägyptischen Gottheiten zu erkennen, da die Ägypter annahmen, dass die fünf Übergangstage von den Chatiu-Dämonen beherrscht werden.
Plutarch (Is. et Os. 12) erklärt, Thot (Hermes) habe diese fünf Tage beim Spiel gegen Chons (Selene) gewonnen, um sie Nut (Rhea) zur Verfügung stellen zu können. Diese habe sie gebraucht, um ihre zum Teil im Ehebruch gezeugten Kinder gebären zu können, da ein Fluch ihres Gatten Geb (Kronos) auf ihr gelastet habe.

## Hintergrund

### Altes- und Mittleres Reich

Sachmet als gefährliche Pestgöttin

In engem Zusammenhang mit Heriu-renpet stand ursprünglich der Monat Wepet-renpet und die Göttin Sopdet, verkörpert durch den Stern Sirius. Von der prädynastischen Zeit bis zum Ende des Mittleren Reiches repräsentierte Heru-renpet die Zeit um Anfang Juni, mit Beginn des Neuen Reiches etwa 27. Juni bis 3. Juli. Die Heriu-renpet waren im Alten Reich noch der Nilschwemme sowie der Jahreszeit Achet zugeordnet und standen zwischen dem Monat Ipet-hemet als „Jahresschließer“ und dem Wepet-renpet als „Jahresöffner“.
Mit der in der 5. Dynastie eingeführten Osiris-Verehrung wird in den Pyramidentexten erstmals ein Bezug zu anderen Gottheiten erkennbar. Die Himmelsgöttin Nut wacht über die Heriu-renpet. Sie gilt in diesem Zusammenhang als Gemahlin des Geb und „Mutter der (fünf) Götter, deren ältester Gott Osiris von seinem Bruder Seth erschlagen wurde“. Nut „entzündete deshalb ihre Fackeln als Sterne“, die am Himmel die Aufsicht übernehmen sollten. Im weiteren Verlauf zählten die Ägypter die fünf Epagomenen zu „den Werken der Schöpfung“, die „auf keinen Fall unterbrochen werden durfte“. Falls dieses Gebot nicht beachtet werden sollte, „werden der Himmel, die Erde und die Epagomenen nicht mehr sein; die Opfer an die Götter und Herren von Heliopolis werden nicht mehr sein“. Der Kult der „heiligen Epagomenen“ war mit der Neunheit von Heliopolis verbunden, die am 17. Schemu II Opfer an Seth brachten, um die Ordnung der Maat nicht zu gefährden.
Ergänzend standen die Epagomenen im Zeichen der Sopdet und ihrer memphitischen Gleichsetzung Sachmet:

„Die Boten der Sachmet tragen die Pest durch die Länder. Wer die Namen der Epagomenen kennt, wird weder hungern noch dürsten. Er wird der Jahrespest nicht anheim fallen. Sachmet hat keine Macht über ihn. Verrichte an diesen schlimmen Tagen keinerlei Arbeit an Korn und Kleidern. Beginne überhaupt keine Sache.“

Zusätzliche „Sprüche gegen die Pest des Jahres“ titulieren während der Epagomenen die Boten der Sachmet als „Krankheitsdämonen, die dem Jahr folgen“ oder „als Epagomenen, die das Jahr nicht vorübergehen lassen, ohne zu wüten“.
Die Texte des aus dem Mittleren Reich stammenden Papyrus Rhind zeigen die ersten Zuweisungen der Heriu-renpet an bestimmte Gottheiten: „Am Tag der Geburt des Seth lässt er (mit Donner) von sich hören; am Tag der Geburt von Isis regnet der Himmel (Tränen)“. Das Buch von den Epagomenen nennt in diesem Zusammenhang weitere Zuweisungen: Der erste Tag war „das Fest des Osiris, der wie der Nilbarsch in seinem Teiche ist“; der zweite Tag als „Fest des Horus, der als reiner Stier in seinen Feldern ist“; der dritte Tag als „das Fest des Harachte, des Falken von immerwährender Schönheit“; der vierte Tag als „das Fest der Isis, als Kind, das in seinem Nest ist“ und der fünfte Tag als „das Fest des reinen Fisches vor dem Schiff des Re“.
Im Festkalender der Akrobatentruppe, der aus dem 35. Regierungsjahr des Sesostris III. stammt, ist die Umschreibung der Epagomenen auf den vierten Schemu-Monat belegt, die so den Charakter als „Jahresschließer“ besitzen und in den Diagonalsternuhren vereinzelt als besonderes Fest gekennzeichnet waren.

### Neues Reich
Während der Ramessidenzeit wechselte die Zuweisung der Epagomenen. Der fünfte Schalttag datierte nun als Doppelgeburtstag des Re-Harachte und der Nephthys auf dem ersten Tag des ersten Achet-Monats. Der dritte Tag ist nun Seth gewidmet, der vorher mit dem fünften Tag in Zusammenhang stand.
Alan Gardiner wie auch Richard-Anthony Parker vermuten, dass die Monate im Laufe der Kalendergeschichte die Jahresform wechselten und sich mit um etwa 30 Tage nach hinten verschoben. Ursache hierfür war die Koppelung von Sopdet an den heliakischen Aufgang von Sirius, der mit der Jahreszeit Heriu-renpet bis Ende des zweiten Jahrtausends v. Chr. langsam auf Anfang Juli wanderte und letztlich verantwortlich für die Verlagerungen der Monate war.
Im Jahr 237 v. Chr. wurden die fünf Geburtstage im Kanopus-Dekret mit dem Geburtstag des Ptolemaios III. ergänzt. Heriu-renpet folgte im direkten Anschluss auf den vierten Monat der Jahreszeit Schemu.

### Spätere Aufteilung der Tage
- Erster Zusatztag: Geburtstag des Osiris
- Zweiter Zusatztag: Geburtstag des Horus
- Dritter Zusatztag: Geburtstag des Seth
- Vierter Zusatztag: Geburtstag der Isis
- Fünfter Zusatztag: Geburtstag der Nephthys
- (Sechster Zusatztag: Geburtstag des Ptolemaios III. (18. Oktober) ab 237 v. Chr.)